# Trench Crusade
Trench Crusade es un juego de guerra con miniaturas con ambientación de terror. Es una colaboración entre el diseñador Mike Franchina, el escultor James Sherriff y el ex diseñador de Games Workshop Tuomas Pirinen. Franchina trabajó anteriormente en Magic: El encuentro, Diablo IV y Path of Exile, Sherriff de la revista 28 mag y Pirinen diseñador principal de Mordheim. Trench Crusade fue financiado mediante micromecenazgo.

## Desarrollo
La ambientación fue concebida por Franchina en 2016 y desarrollada a través de diseños y trasfondo. En agosto de 2022, Franchina y Sherriff colaboraron para producir una gama de miniaturas de Trench Crusade a través de Kickstarter. Tras el éxito de los primeras miniaturas del mecenazgo, Pirinen anunció en mayo de 2023 que estaba trabajando con Franchina para adaptar la ambientación a un juegos de guerra con miniaturas. Pirinen publicó un avance de las reglas en junio de 2023. El juego utiliza una escala de 32 mm.
Pirinen resumió la ambientación así: «Durante las Cruzadas, una banda herética de caballeros templarios, quienes dejando de lado sus votos sagrados, se atrevieron a desafiar al Todopoderoso quien desató las fuerzas del Infierno sobre la Tierra. Más de 800 años después, en el año de Nuestro Señor de 1914, una guerra brutal y despiadada entre las fuerzas del Cielo y el Infierno continúa».